# Juice (film, 1992)
Pour les articles homonymes, voir Juice.
Pour plus de détails, voir Fiche technique et Distribution.
Juice est un film américain réalisé par Ernest R. Dickerson, sorti en 1992.

## Synopsis
Vivant une vie plus ou moins paisible à Harlem Bishop et sa bande vont tout essayer pour gagner le respect dont ils rêvent. Cependant, ils ne sont pas en accord concernant la manière de le gagner. Bishop veut juste gagner de l'argent et du respect en tuant...Tout bascule le jour où Bishop tente de rejoindre un braquage en cours à la suite duquel il ne parvient pas à convaincre ses trois autres compagnons de l'épauler. Mais tout cela va changer lorsqu'ils se rendront compte que leur attirance pour la reconnaissance est assez grande pour commettre des crimes. Naturellement, Quincy (qui se fait appeler "Q") va se raisonner et mettre un terme à la folie que Bishop est en train de semer afin de retourner la situation. Les conséquences seront terribles pour les quatre jeunes hommes...

## Fiche technique
- Titre : Juice
- Réalisation : Ernest R. Dickerson
- Scénario : Gerard Brown et Ernest R. Dickerson
- Production : Peter Frankfurt, David Heyman, Neal H. Moritz et Preston L. Holmes
- Budget : 5 millions de dollars
- Musique : Gary G-Wiz
- Photographie : Larry Banks
- Montage : Samuel D. Pollard et Brunilda Torres
- Décors : Lester Cohen
- Costumes : Donna Berwick
- Pays d'origine : États-Unis
- Format : Couleurs - 2,35:1 - Dolby Surround - 35 mm
- Genre : Action, policier, drame et thriller
- Durée : 95 minutes
- Date de sortie : 17 janvier 1992 (États-Unis)

## Distribution
- Omar Epps : Quincy "Q"
- Tupac Shakur : Bishop
- Jermaine 'Huggy' Hopkins : Steel
- Khalil Kain : Raheem
- Cindy Herron : Yolanda
- Vincent Laresca : Radames
- Samuel L. Jackson : Trip
- George O. Gore II : Brian
- Grace Garland : la mère de Quincy
- Queen Latifah : Ruffhouse M.C.
- Bruklin Harris : Keesha
- Victor Campos : Quites
- Eric Payne : Frank
- Sharon Cook : l'employé du disquaire
- Darien Berry : Blizzard
- Dr.Dre : juge d'un concours

## Autour du film
- Le tournage s'est déroulé à New York dans le quartier de Harlem dans l'arrondissement de Manhattan
- À noter, une apparition de Dr. Dre en tant que juge lors d'un concours.
- Le film n'a jamais été doublé en français.

## Bande originale
- Uptown Anthem, interprété par Naughty by Nature
- Juice (Know the Ledge), interprété par Eric B. et Rakim
- Is It Good To You, interprété par Teddy Riley et Tammy Lucas
- Sex, Money & Murder, interprété par M.C. Pooh
- Nuff' Respect, interprété par Big Daddy Kane
- So You Want To Be A Gangster, interprété par Too $hort
- It's Going Down, interprété par EPMD
- Don't Be Afraid, interprété par Aaron Hall
- He's Gamin' On Ya, interprété par Salt-N-Pepa
- How I Could Just Kill A Man, interprété par Cypress Hill
- Flipside, interprété par Juvenile Committee
- What Could Be Better Bitch, interprété par Son of Bazerk
- Does Your Man Know About Me, interprété par Rahiem
- People Get Ready (remix), interprété par Brand New Heavies

## Récompenses
- Nomination au prix du meilleur film, lors du Mystfest 1993.